# Premios Júpiter
Los Premios Júpiter fueron un premio literario estadounidense que se otorgó cuatro veces entre 1974 y 1978 a obras de ciencia ficción. El premio se otorgaba en cuatro categorías: novela, novela corta, relato y relato corto. Lo otorgaba la Instructors of Science Fiction in Higher Education (ISFHE), una asociación académica fundada por Marshall B. Tymn.

## Ganadores
| Año  | Novela                                                                                    | Novela corta                                                                          | Relato                                                               | Relato corto                                                                          |
| ---- | ----------------------------------------------------------------------------------------- | ------------------------------------------------------------------------------------- | -------------------------------------------------------------------- | ------------------------------------------------------------------------------------- |
| 1974 | Cita con Rama (Rendezvous with Rama), de Arthur C. Clarke                                 | La fiesta de Baco (The Feast of St. Dionysus), de Robert Silverberg                   | «PájaroMuerte» (The Deathbird), de Harlan Ellison                    | «Pedigüeño en el espacio» (A Suppliant in Space), de Robert Sheckley                  |
| 1975 | Los desposeídos (The Dispossessed), de Ursula K. Le Guin                                  | Jinetes de la antorcha (Riding the Torch), de Norman Spinrad                          | «Las diecisiete vírgenes» (The Seventeen Virgins), de Jack Vance     | «El día antes de la revolución» (The Day Before the Revolution), de Ursula K. Le Guin |
| 1977 | Donde solían cantar los dulces pájaros (Where Late the Sweet Birds Sang), de Kate Wilhelm | Houston, Houston, ¿me recibe? (Houston, Houston, Do You Read?), de James Tiptree, Jr. | «El diario de la rosa» (The Diary of the Rose), de Ursula K. Le Guin | «Te veo» (I See You), de Damon Knight                                                 |
| 1978 | Herencia de estrellas (A Heritage of Stars), de Clifford D. Simak                         | En el salón de los reyes marcianos (In the Hall of the Martian King), de John Varley  | «Cambio de tiempo» (Time Storm), de Gordon R. Dickson                | «Jeffty tiene cinco años» (Jeffty Is Five), de Harlan Ellison                         |